# Itália nos Jogos Paralímpicos de Verão de 2008
Itália participou dos Jogos Paralímpicos de Verão de 2008, que foram realizados na cidade de Pequim, na China, entre os dias 6 e 17 de setembro de 2008. A delegação conquista dezoito medalhas (4 ouros, 7 pratas, 7 bronzes).